# Théodore Gobert
Pour les articles homonymes, voir Gobert.
Théodore Gobert, né le 27 septembre 1853 à Liège où il meurt le 18 janvier 1933 , est un historien liégeois et archiviste provincial.

## Biographie
À l'âge de 12 ans, à l'issue de l'école primaire, il est engagé à la Gazette de Liége dont il gravit rapidement les échelons jusqu'au poste de secrétaire de rédaction.  C'est là qu'il commence des notices sur les rues de Liège qui sont plus ou moins régulièrement publiées entre 1884 et 1902.  Ces fascicules, réunis, formeront Les rues de Liège en quatre volumes.
Le 1er novembre 1889, il entre comme expéditionnaire au service des archives du Gouvernement provincial de Liège.  À la mise à la pension de son chef Nicolas-Joseph-Walthère Alexandre (archéologue et historien, 1825-1910), le 24 juillet 1895, il devient archiviste provincial.  Il le restera jusqu'à sa retraite, le 4 octobre 1920.
Il meurt le 18 janvier 1933 et est inhumé au cimetière de Robermont.
Ses écrits sur les rues de Liège et l'histoire régionale lui ont valu une renommée régionale : il n'est quasi pas une publication historique liégeoise sans qu'il soit cité.

## Œuvre

### Ouvrages
- Les rues de Liége (1884 et 1901), 4 vol. in-4°, Librairie Louis Demarteau, Liège, (OCLC 69331299) ;
  - Édition 1924-1930 : Liège à travers les âges : les rues de Liège, vol. 6, Liège, Georges Thone, in-4° (OCLC 645720856)
  - Édition 1975-1978 : Liège à travers les âges : les rues de Liège, Bruxelles, Culture et Civilisation, 12 t. (OCLC 67986040) ;
- La plus ancienne enceinte de Liége, Liège, Demarteau, 1907, 58 p. (OCLC 18428677, lire en ligne) ;
- L'éclairage public à Liége dans les siècles passés (1907) ;
- Eaux et Fontaines publiques à Liége depuis les origines de la ville jusqu'à nos jours, Liège, Imprimerie de D. Cormaux, coll. « Société des bibliophiles liégeois » (no 4), 1910, 448 p., in-4° (OCLC 250249981)
- La foire de Liège, son passé (1912)
- Curiosités historiques liégeoises.  La houille, l'éclairage à travers les siècles (1914) ;

### Articles
Il écrit divers articles dans des publications liégeoises : Bulletin de l'institut archéologique liégeois, Chronique archéologique du Pays de Liège, Leodium, Bulletin des bibliophiles liégeois.
- « Métier des houilleurs. Le plus ancien règlement connu », Bulletin de l'institut archéologique liégeois, Liège, t. XXIII,‎ 1892, p. 205-215 (ISSN 0776-1260, lire en ligne)

- « La loterie à Liège dans les siècles passés », Bulletin de l'institut archéologique liégeois, Liège, t. XXXIV,‎ 1904, p. 251-291 (ISSN 0776-1260, lire en ligne)

- « Le vieux pont des Arches à Liège et sa Dardanelle », Bulletin de l'institut archéologique liégeois, Liège, t. XXXV,‎ 1905, p. 221-227 (ISSN 0776-1260, lire en ligne)

- « Les archives communales de Liège », Bulletin de l'institut archéologique liégeois, Liège, t. XXXV,‎ 1905, p. 367-439 (ISSN 0776-1260, lire en ligne)

- « Un antique nom topographique de Liège : Merchoul », Bulletin de l'institut archéologique liégeois, Liège, t. XXXV,‎ 1905, p. 141-154 (ISSN 0776-1260, lire en ligne)

- « À propos de chiens enragés », Chronique archéologique du pays de Liège, t. I, no 7,‎ juillet 1906, p. 63-64 (lire en ligne)

- « Couronnement de rosières à Liège au XVIe siècle », Chronique archéologique du pays de Liège, t. I, no 7,‎ juillet 1906, p. 61-63 (lire en ligne)

- « Emplacement de l'ancienne cathédrale Saint-Lambert : un plan peu connu », Bulletin de l'institut archéologique liégeois, Liège, t. XXXVI,‎ 1906, p. 131-134 (ISSN 0776-1260, lire en ligne)

- « La fête des rois. Coutumes », Chronique archéologique du pays de Liège, t. I, no 1,‎ janvier 1906, p. 9-12 (lire en ligne)

- « Mémoires inédits de Nicolas van der Heyden a Hauzeur sur la révolution liégeoise et les événements qui la suivirent », Bulletin de l'institut archéologique liégeois, Liège, t. XXXVI,‎ 1906, p. 1-85 (ISSN 0776-1260, lire en ligne)

- « Remède singulier pour la peste », Chronique archéologique du pays de Liège, t. I, no 3,‎ mars 1906, p. 26-27 (lire en ligne)

- « Un petit souvenir historique », Chronique archéologique du pays de Liège, t. I, no 10,‎ octobre 1906, p. 88 (lire en ligne)

- « Un vieil hôtel liégeois », Chronique archéologique du pays de Liège, t. I, no 5,‎ mai 1906, p. 46 (lire en ligne)

- « Banquets officiels à Liège aux XVIe et XVIIe siècles », Bulletin de l'institut archéologique liégeois, Liège, t. XXXVII,‎ 1907, p. 337-360 (ISSN 0776-1260, lire en ligne)

- « Bâton magistral », Chronique archéologique du pays de Liège, t. II, no 7,‎ juillet 1907, p. 55-56 (lire en ligne)

- « Origine des bibliothèques publiques de Liège », Bulletin de l'institut archéologique liégeois, Liège, t. XXXVII,‎ 1907, p. 1-97 (ISSN 0776-1260, lire en ligne)

- « Baux pour l'exploitation de vignes au Moyen Âge à Liège », Chronique archéologique du pays de Liège, t. III, no 6,‎ juin 1908, p. 56-59 (lire en ligne)

- « La famille des peintres Coclers; renseignements inédits », Bulletin de l'institut archéologique liégeois, Liège, t. XXXVIII,‎ 1908, p. 201-206 (ISSN 0776-1260, lire en ligne)

- « Un sous-marin d'il y a un siècle », Chronique archéologique du pays de Liège, t. IV, no 1,‎ janvier 1909, p. 50-51 (lire en ligne)

- « Le palais princier de Liège, son véritable architecte », Bulletin de l'institut archéologique liégeois, Liège, t. XL,‎ 1910, p. 227-234 (ISSN 0776-1260, lire en ligne)

- « Conditions de l'industrie du tissage à la fin de l'ancien régime; les Cockerill à leur début », Bulletin de l'institut archéologique liégeois, Liège, t. XLI,‎ 1911, p. 155-186 (ISSN 0776-1260, lire en ligne)

- « Le rôle de la France au pays de Liège durant le second quart du XVIIe siècle; récit d'un ambassadeur français de l'époque », Bulletin de l'institut archéologique liégeois, Liège, t. XLI,‎ 1911, p. 1-61 (ISSN 0776-1260, lire en ligne)

- « Documents inédits sur Lambert et Nicolas Bassenge », Bulletin de l'institut archéologique liégeois, Liège, t. XLII,‎ 1912, p. 91-107 (ISSN 0776-1260, lire en ligne)

- « L'ancienne brasserie des dominicains au Pont d'Ile à Liège », Chronique archéologique du pays de Liège, t. VII, no 5,‎ mai 1912, p. 59-67 (lire en ligne)

- « Le monastère du Val Saint-Lambert; ses archives, sa bibliothèque », Bulletin de l'institut archéologique liégeois, Liège, t. XLII,‎ 1912, p. 217-247 (ISSN 0776-1260, lire en ligne)

- « L'imprimerie à Liège sous l'ancien régime; police, réglementation, encouragements, etc.; analyses d'actes des diverses autorités y relatifs », Bulletin de l'institut archéologique liégeois, Liège, t. XLII,‎ 1912, p. 15-128 (ISSN 0776-1260, lire en ligne)

- « Encore le Recueil héraldique des bourgmestres de Liège et sa continuation », Chronique archéologique du pays de Liège, t. VIII, no 6,‎ juin 1913, p. 60-68 (lire en ligne)

- « Le papier sous la Révolution française à Liège », Chronique archéologique du pays de Liège, t. VIII, no 11,‎ novembre 1913, p. 100-101 (lire en ligne)

- « Les débuts de l'enseignement des Beaux-Arts à Liège », Bulletin de l'institut archéologique liégeois, Liège, t. XLIII,‎ 1913, p. 13-87 (ISSN 0776-1260, lire en ligne)

- « Tableau politique et tableau statistique du département de l'Ourthe en l'an IX de la République Française », Chronique archéologique du pays de Liège, t. IX, no 1,‎ janvier 1914, p. 7-12 (lire en ligne)

- « La fondation d'Archis et le quartier d'Outre-Meuse », Chronique archéologique du pays de Liège, t. X, no 1,‎ janvier-mai 1919, p. 10-12 (lire en ligne)

- « Conditions des diplomates liégeois à la fin du régime princier », Chronique archéologique du pays de Liège, t. XI, no 1,‎ janvier-mars 1920, p. 45-46 (lire en ligne)

- « La citadelle de Liège. Français et Liégeois en 1675 », Chronique archéologique du pays de Liège, t. XI, no 3,‎ juillet-octobre 1920, p. 34-38 (lire en ligne)

- « Chêne ou Chaîne », Chronique archéologique du pays de Liège, t. XII, no 6,‎ novembre-décembre 1921, p. 71-82 (lire en ligne)

- « Faussaire d'histoire d'il y a trois siècles : abbaye de Robermont », Bulletin de l'institut archéologique liégeois, Liège, t. XLVI,‎ 1921, p. 209-214 (ISSN 0776-1260, lire en ligne)

- « L'inauguration du prince Georges-Louis de Berghes », Chronique archéologique du pays de Liège, t. XII, no 2,‎ mars-avril 1921, p. 23-25 (lire en ligne)

- « Prix du roulage en 1832 », Chronique archéologique du pays de Liège, t. XII, no 3,‎ mai-juin 1921, p. 44 (lire en ligne)

- « Theroigne de Mericourt, documents inédits », Bulletin de l'institut archéologique liégeois, Liège, t. XLVI,‎ 1921, p. 131-138 (ISSN 0776-1260, lire en ligne)

- « Un célèbre voyageur : Mandeville », Chronique archéologique du pays de Liège, t. XII, no 1,‎ janvier-février 1921, p. 3-115 (lire en ligne)

- « Les Annales de Liège et Jean-Baptiste Henoul », Chronique archéologique du pays de Liège, t. XIII, no 6,‎ septembre-octobre 1922, p. 63-72 (lire en ligne)

- « Le peintre Pierre-Michel de Lovinfosse sous la République française », Chronique archéologique du pays de Liège, t. XIV, no 5,‎ août-septembre 1923, p. 75-78 (lire en ligne)

- « Les débuts de l'industrie du zinc à Liège et l'abbé Jacques Dony », Bulletin de l'institut archéologique liégeois, Liège, t. XLVIII,‎ 1923, p. 63-83 (ISSN 0776-1260, lire en ligne)

- « Nos pensionnés sous la monarchie française au XVIIIe siècle », Chronique archéologique du pays de Liège, t. XIV, no 4,‎ juin-juillet 1923, p. 58-60 (lire en ligne)

- « Imprimerie et journaux à Liège sous le régime français », Bulletin de l'institut archéologique liégeois, Liège, t. XLIX,‎ 1924, p. 1-64 (ISSN 0776-1260, lire en ligne)

- « Une famille liégeoise d'horlogers. Les Debefve », Chronique archéologique du pays de Liège, t. XV, no 1,‎ janvier-février 1924, p. 9-12 (lire en ligne)

- « Le docteur Delille. Auteur de l'Apologie en faveur de la Nation liégeoise », Chronique archéologique du pays de Liège, t. XVI, no 2,‎ mars-avril 1925, p. 285 (lire en ligne)

## Mémoire
- La place Théodore Gobert dans le quartier d'Outremeuse à Liège, près du pont d'Amercœur, lui est dédiée, dès avant son décès.
- Sa tombe au cimetière de Robermont (Parc 173 A/B) (50° 38′ 04″ N, 5° 36′ 37″ E).